# 恩骑尉
恩骑尉，是中國清朝時的爵名。為勋臣封爵的最末一級，在云骑尉之下，满语称克什哈番（转写：kesingge hafan）。乾隆年间增设。